# Stadio Dino Manuzzi
Das Stadio Dino Manuzzi (durch Sponsorenvertrag offiziell Orogel Stadium – Dino Manuzzi) ist das städtische Fußballstadion der italienischen Stadt Cesena. Es liegt in der Provinz Forlì-Cesena in der Region Emilia-Romagna. Der Fußballverein AC Cesena war bis zur Auflösung 2018 der Hauptnutzer der Spielstätte. Seitdem trägt der neugegründete FC Cesena seine Heimspiele im Stadion aus.

## Geschichte
Das Fußballstadion wurde 1957 eröffnet und trug damals den Namen Stadio La Fiorita. Am Anfang gab es nur einen Zuschauerrang. 1982 änderte man den Namen der Arena zu Ehren des Unternehmers und früheren Präsidenten des Vereins (1964–1980) Dino Manuzzi (1907–1982). Durch Stahlrohrtribünen fanden im Stadion bis zu 30.000 Fans Platz. Im Jahr 1988 wurde dann das Stadion komplett renoviert. Der ursprüngliche Plan sah vor die ganze Spielstätte abzureißen. Die Haupttribüne wurde renoviert (1.844 Plätze) und überdachte, doppelstöckige Tribünen auf der Gegenseite (9.592 Plätze) und hinter den Toren (jeweils 6.212 Plätze) errichtet. Heute stehen für die Zuschauer 20.194 Plätze zur Verfügung.
Das Finale der Fußball-Europameisterschaft der Frauen 1993 fand in Cesena statt. Am 4. Juli siegte die Mannschaft von Norwegen mit 1:0 gegen Italien.
In Cesena bestanden Pläne zum Bau eines neuen Stadions. Da sich Italien um die Fußball-Europameisterschaft 2016 bewarb; bewarb sich Cesena als einer der Spielorte. Letztendlich wurde die Europameisterschaft an Frankreich vergeben. Eine erste Prüfung der Bewerberstädte war bereits durchgeführt. Das Stadio Dino Manuzzi wäre dann abgerissen worden. Allerdings war die Bewerbung Italiens nicht erfolgreich und so wurde kein neues Stadion in Cesena gebaut.
Durch einen Sponsoringvertrag mit dem Lebensmittelunternehmen Orogel, mit Hauptsitz in Cesena, trägt die Anlage seit September 2014 den Namen Orogel Stadium – Dino Manuzzi.